# Onaway (Idaho)
Onaway és una població dels Estats Units a l'estat d'Idaho. Segons el cens del 2000 tenia 230 habitants.

## Demografia
Segons el cens del 2000, Onaway tenia 230 habitants, 83 habitatges, i 63 famílies. La densitat de població era de 592 habitants/km².
Dels 83 habitatges en un 37,3% hi vivien nens de menys de 18 anys, en un 65,1% hi vivien parelles casades, en un 7,2% dones solteres, i en un 22,9% no eren unitats familiars. En el 15,7% dels habitatges hi vivien persones soles el 8,4% de les quals corresponia a persones de 65 anys o més que vivien soles. El nombre mitjà de persones vivint en cada habitatge era de 2,77 i el nombre mitjà de persones que vivien en cada família era de 3,06.
Per edats la població es repartia de la següent manera: un 29,6% tenia menys de 18 anys, un 7% entre 18 i 24, un 27% entre 25 i 44, un 26,5% de 45 a 60 i un 10% 65 anys o més.
L'edat mediana era de 35 anys. Per cada 100 dones de 18 o més anys hi havia 110,4 homes.
La renda mediana per habitatge era de 39.821 $ i la renda mediana per família de 44.464 $. Els homes tenien una renda mediana de 35.357 $ mentre que les dones 23.000 $. La renda per capita de la població era de 15.211 $. Aproximadament el 6% de les famílies i el 9,4% de la població estaven per davall del llindar de pobresa.

## Poblacions properes
El següent diagrama mostra les poblacions més properes.